# Cantó d'Arpajon de Cera
El cantó d'Arpajon de Cera és un cantó francès del departament del Cantal, situat al districte d'Orlhac. Té sis municipis i el cap és Arpajon de Cera.

## Municipis
- Arpajon de Cera
- Labrossa
- Prunet
- Teissièras
- Vézac
- Vezels-Roussy

## Història
| Data d'elecció                           | Identitat           | Partit                    | Qualitat |
| ---------------------------------------- | ------------------- | ------------------------- | -------- |
| 1982-1985                                | Robert Meyronneinc  | PS, després Divers gauche |          |
| 1985-2004                                | Yves Coussain       | UDF                       |          |
| 2004-                                    | Jean-Pierre Delpont | Divers droite             |          |
| les dades anteriors no són pas conegudes |                     |                           |          |
|                                          |                     |                           |          |

## Demografia
| 1962  | 1968  | 1975  | 1982  | 1990  | 1999  | 2007  |
| ----- | ----- | ----- | ----- | ----- | ----- | ----- |
| 4.905 | 5.339 | 6.363 | 7.079 | 7.627 | 7.804 | 8.362 |